# Ein Drama in Mexiko

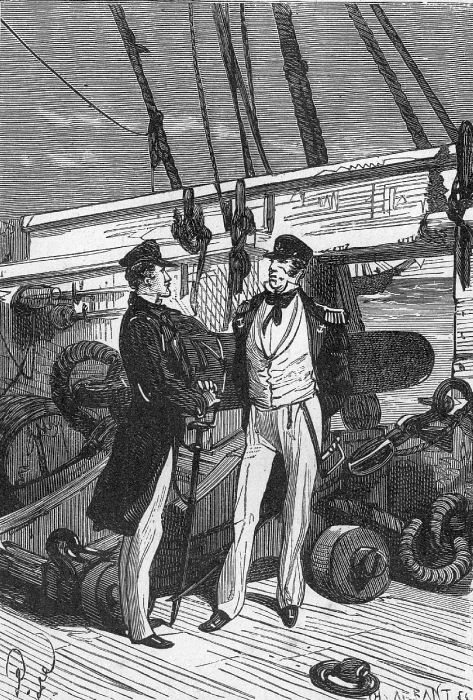

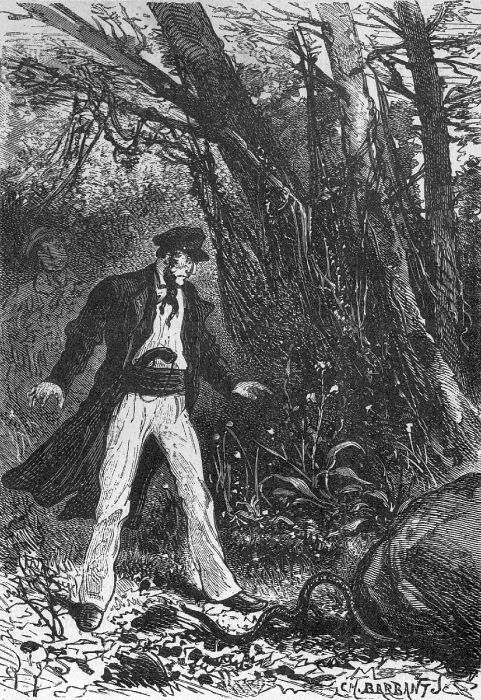
Illustrationen von dem Zeichner Jules Férat aus der Kurzgeschichte

Ein Drama in Mexiko (auch Die Lianenbrücke) ist eine Kurzgeschichte des französischen Autors Jules Verne und sein erstes veröffentlichtes Prosawerk. Die Urfassung dieser Kurzgeschichte hat Jules Verne bis 1851 unter dem französischen Titel L'Amérique du Sud. Études historiques. Les premiers navires de la marine mexicaine geschrieben. Diese wurde erstmals im Juli 1851 im Musée des familles veröffentlicht. Die Kurzgeschichte hatte ursprünglich fünf Kapitel und insgesamt drei Illustrationen von E. Forest und A. de Bar. Diese ursprünglichen Zeichnungen sind später nicht weiter genutzt worden. 1857 wurde die Kurzgeschichte in frei übersetzter Form in dem Familienmagazin Die Illustrirte Welt im Verlag Eduard Hallberger in Stuttgart veröffentlicht. Der deutschsprachige Titel lautete Die Lianenbrücke. Der Autor wurde bei dieser Veröffentlichung jedoch anonymisiert und der Originaltitel wurde von L'Amérique du Sud. Études historiques. Les premiers navires de la marine mexicaine in Die Lianenbrücke geändert. Der Übersetzer hat die Geschichte mehr nacherzählt als exakt übersetzt. Der englische Titel der Kurzgeschichte lautet A Drama in Mexico.

## Handlung
Am 18. Oktober 1825 laufen die beiden spanischen Kriegsschiffe Asia und Constanzia, die bereits vor über einem halben Jahr mit ihren Mannschaften aus ihren Heimathäfen ausgelaufen sind, die Insel Guam an, die damals noch zu den Philippinen gehört. Dort bildet sich eine Meuterei, die von dem Leutnant Martinez und dem Marsgast José gegen die spanische Schiffsführung angezettelt wird. Der spanische Kapitän Don Orteva ist verantwortlich für die Mission im Pazifik. Das Ziel der Meuterer ist es, die Schiffe in ihre Gewalt zu bringen, um sie der erst kürzlich durch Revolution unabhängig gewordenen Republik Mexiko zu verkaufen. Das plötzlich selbstständige Mexiko hatte nach der Loslösung von Spanien keinen Schutz seiner Häfen mehr. Bei der Revolte auf dem Schiff kommt Kapitän Orteva ums Leben. Die Meuterer bringen die Schiffe in ihre Gewalt. Der Offizieranwärter Pablo schwört ihnen Rache aus Treue zu seinem Vaterland und zu seinem Vorgesetzten. Pablo setzt sich gemeinsam mit seinem Kameraden Jacopo von den Meuterern ab, die die beiden Schiffe zur Übergabe an die neue Regierung in den Hafen von Acapulco gebracht haben. Der Meuterer Martinez einigt sich mit dem Gouverneur von Acapulco darauf, dass die rechtsgültige Kaufurkunde nur vom Präsidenten des neuen Staatenbundes in der Hauptstadt Mexiko ausgestellt werden kann. Martinez macht sich mit José zum Ritt in die Hauptstadt auf.
Auf dieser Reise werden sie jedoch vom Pech verfolgt. Es kommt zu einem Beinahe-Unfall mit einer Giftschlange, eine Quelle, an der sie ihre Wasservorräte auffüllen wollen, ist ausgetrocknet und ihre Pferde werden bei einer Rast von einer Steinlawine erschlagen. Die abergläubischen Schurken sehen das als ein schlechtes Vorzeichen an. Martinez steigert sich fast in den Wahnsinn. Ausgehungert werden sie in der Nacht von einem Gewitterregen überrascht. Martinez ermordet José mit einem Messer, um den unliebsamen Augenzeugen der Meuterei loszuwerden. Martinez kommt gehetzt an eine Felsenschlucht, in der ein wilder Fluss fließt. Eine schwankende Brücke aus Agave-Stricken überspannt den Abgrund. Martinez versucht die Brücke zu überqueren. An deren anderem Ende befindet sich Pablo. Martinez versucht umzukehren, doch am anderen Ende befindet sich Jacopo. Beide kappen die Lianen und die Brücke stürzt mit Martinez in den Abgrund. Die beiden Kriegsschiffe sind der mexikanischen Regierung sozusagen in den Schoß gefallen.